# Garum
A Garum ókori halmártás, mely a Római Birodalom gasztronómiájának kedvelt és drága fogása volt. Föníciából terjedt el az ókori Görögországban, majd pedig Itáliában és végül Hispániában, ahol a birodalom legjobb minőségű és legdrágább garumját készítették.

## Készítése
A garum készítéséhez apró tengeri halakra volt szükség, mint a makréla, szardella, szardínia, tonhal vagy a sprotni. A különböző halfajokból és félékből külön-külön is készíthettek garumot. A halakat előbb sóban megpácolták, majd a pácolt halakat kitették a napra, ahol a teljes rothadásig hagyták állni, mígnem az egész egy összefüggő bűzös masszává vált. A birodalomban egész manufaktúrák foglalkoztak a garum gyártásával, s külön kőkádakat építettek a szabad ég alatt, amelyekben a halakat rothasztották. Ideális körülmények között az erjedés két nap alatt végbement. A keletkezett bűzös masszát egy kétrészes edénybe helyezték, amelyben egy szitán keresztül az anyag egy része az edény aljára csöpögött. A leszűrt levet feketebors, olaj, ecet, méz, bor, gyümölcslé és víz hozzáadásával ízesítették. Bár az elkészült mártás illatában és ízében még érezhető volt a bomlott hús, ugyanakkor ez fokozta pikáns jellegét.
A garum a rómaiak kedvence volt, ám méregdrágának számított, ezért csak a leggazdagabbak engedhették meg maguknak. Egyrészt a készítésénél rengeteg sóra volt szükség, amely a korban nagyon sokat érő és nélkülözhetetlen cikk volt, nem is beszélve a többi adalékanyagról, melyeknél fontos szempont volt a kivételes minőség, hogy a hamisítatlan, legminőségibb garum elkészüljön.
Ízesítettek vele húsokat (pl. borjút, halat, kagylót), zöldségeket, de olykor körtés és mézes süteményeket is. A nők arcpakolás gyanánt is használtak garumot, esetleg a hajukat kenték vele. A mártásnak gyógyhatást is tulajdonítottak, úgy mint harapások, vérhas, fekélyek, hasmenés esetleg székrekedés ellen. Úgy tartották róla, hogy fokozza a nemi vágyat is, sőt római katonáknak is adtak garumot vízzel elkeverve a harc kezdete előtt, mert úgy gondolták ez serkentőleg hathat az adrenalinra. A garumot még a zsidók is szívesen fogyasztották, ugyanis csak olyan halakból készült, amelyek a vallási előírásaiknak megfeleltek.
Számos római receptben említik a garumot, mint a legjobb ételízesítőt. Rómában a legkelendőbb a hispániai garum volt, de kifejezetten jónak találták a luzitániai garumot is. A garum készítése mindig egy-egy kikötőhöz kötődött; minden kikötőnek volt saját receptje. Mivel a készítése szörnyű bűzzel járt, ezért a manufaktúrák a külvárosokban, vagy a városoktól távolabb, a tengerparton feküdtek. Ezenfelül a korabeli források is figyelmeztetnek, hogy a garum erősen sós állaga miatt gyomorbántalmakat okozhat a túlzásba vitt fogyasztás esetén.
Európában a 13. században szűnt meg a garum gyártása. Ma hasonló mártásokat Délkelet-Ázsiában vagy az arab gasztronómiában találni: pl. halszósz. Ugyanakkor a ketchup, vagy a közép-olaszországi colatura di alici mártás is a garum leszármazottjának tekinthető.
2017-ben Cádizban egy szakács nekilátott az eredeti recept alapján rekonstruálni az ókori garumot.[forrás?]